# IF Minken
IF Minken (schwedisch, vollständig Idrottsföreningen Minken r.f. „Sportverein Mink e.V.“) ist ein 1975 gegründeter finnlandschwedischer Sportverein aus Nykarleby in Ostbottnien, Finnland.

## Hintergrund
Nykarleby, sowie weitere Gebiete in Ostbottnien, ist überwiegend schwedischsprachig. Deshalb hat der Verein einen schwedischen Namen, und die wichtigste Vereinssprache von IF Minken ist Schwedisch. Der Vereinsname Minken („der Mink“) bezieht sich auf den Amerikanischen Nerz und die in Nykarleby traditionell betriebenen Pelztierfarmen.
IF Minken ist besonders als Skiverein erfolgreich. Bekannte Namen sind Matias Strandvall, Toni Ketelä und Andrea Julin. Antti Koivukangas vom staatlichen Yleisradio bezeichnete den Verein 2017 als „Flaggschiff des finnlandschwedischen Skilaufs“.
Der Verein fand 2023 in der überregionalen Presse in Finnland (Hufvudstadsbladet) und Schweden (Expressen) Erwähnung, nachdem Zuschauer beim Weltcup in Ruka die Skilangläuferin Julia Häger als „Hurri“ rassistisch beleidigt hatten.
Neben Skilanglauf wird im Verein Orientierungslauf betrieben.